# 30850 Фонсіменс
30850 Фонсіменс (30850 Vonsiemens) — астероїд головного поясу, відкритий 7 жовтня 1991 року.
Тіссеранів параметр щодо Юпітера — 3,295.